# Alfred O.C. Nier
Alfred Otto Carl Nier, född 28 maj 1911 i Saint Paul, Minnesota, USA, död 16 maj 1994 i Minneapolis, var en amerikansk fysiker, som innehade Regent's-professuren i fysik vid University of Minnesota. Han banade väg för utvecklingen av masspektrometri och var den förste att använda masspektrometri för att isolera uran-235, som användes för att visa att 235U kunde genomgå fission. Nier utvecklade sektormasspektrometer-konfigurationen, nu känd som Nier-Johnson-geometrin.
Nier invaldes 1980 som utländsk ledamot av svenska Vetenskapsakademien.

## Biografi
Nier visade en tidig förmåga inom matematik och vetenskap, i kombination med en fallenhet för hantverk och mekaniskt arbete. Niers föräldrar, invandrare från Tyskland, hade liten utbildning och små ekonomiska resurser, men deras beslutsamhet om sonens utveckling innebar att han kunde studera på det närliggande University of Minnesota. Även om han tog examen i elektroteknik 1931, uppmuntrade bristen på ingenjörsjobb under den stora depressionen honom att börja forskarutbildning i fysik.
Aktiv till slutet av sitt liv dog han i maj 1994, två veckor efter att ha blivit förlamad i en trafikolycka.

## Karriär och vetenskapligt arbete

### Harvard
År 1936 vann Niers spektroskopiska färdigheter honom ett stipendium och betydande anslag vid Harvard University. Hans arbete där ledde till 1938 års publicering av mätningar av den relativa förekomsten av isotoper av uran, mätningar som användes av Fritz Houtermans och Arthur Holmes på 1940-talet för att uppskatta jordens ålder.

### Manhattanprojektet
Nier återvände till Minnesota 1938 för att komma närmare sina åldrande föräldrar. På begäran av Enrico Fermi producerade Nier 1940, tillsammans med några studenter (bland andra Edward Ney), med en av sina tidiga masspektrografer ett rent prov av uran-235 åt John R. Dunnings team vid Columbia University. Samma dag som provet anlände (det  hade skickats med US Postal Mail) kunde Dunnings team visa att uran-235 var den isotop som kunde klyvas, snarare än den mer rikligt förekommande uran-238. Bekräftelsen av detta förmodade faktum var ett kritiskt steg i utvecklingen av atombomben.
Från 1943 till 1945 arbetade Nier med Kellex Corporation på Manhattan, New York City med design och utveckling av tillförlitliga och effektiva masspektrografer för användning i Manhattanprojektet för att bygga atombomben under andra världskriget. Under kriget var de flesta av spektrograferna som användes för övervakning av uranseparationen konstruerade av Nier.
Efter kriget återvände han till Minnesota där han arbetade med geokronologi, den övre atmosfären, rymdvetenskap och ädelgaser. Han konstruerade bland annat miniatyrmasspektrometrarna som användes av Vikingalandarna för att undersöka atmosfären på Mars. 

## Utmärkelser och hedersbetygelser
- Arthur L. Day-medaljen,  1956[6]
- V. M. Goldschmidt Award,  1984
- William Bowie-medaljen,  1992[7]
- Medlem av American Physical Society

[Redigera Wikidata]
Nier var ledamot av The National Academy of Sciences och utländsk vetenskaplig medlem av Max Planck-sällskapet.
Kratern Nier på planeten Mars och nieriter (små inkluderingar av kiselnitrid i meteoriter) namngavs efter honom. Nierpriset delas årligen ut av Meteoritical Society för att uppmärksamma framstående unga forskare inom meteoritik och nära anslutande områden.